# فرانسیسکو سالوادور-دانیل
فرانسیسکو سالوادور-دانیل (فرانسوی: Francisco Salvador-Daniel‎; ۱۷ فوریهٔ ۱۸۳۱ – ۲۴ مهٔ ۱۸۷۱) آهنگساز اهل فرانسه بود. از او آثار شاخصی در مورد موسیقی عربی و موسیقی شمال آفریقا به جا مانده‌است.